# Fred L. Blackmon

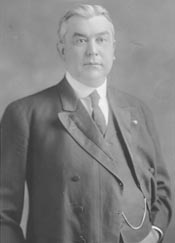
Fred L. Blackmon

Fred Leonard Blackmon (* 15. September 1873 bei Lime Branch, Polk County, Georgia; † 8. Februar 1921 in Bartow, Florida) war ein US-amerikanischer Politiker (Demokratische Partei).

## Werdegang
Fred Blackmons Familie zog 1883 in das Calhoun County in Alabama. Er besuchte dort die öffentlichen Schulen in Dearmanville und Choccolocco. Dann ging er auf das State Normal College in Jacksonville, das Douglasville College in Douglasville (Georgia) und das Mountain City Business College in Chattanooga (Tennessee). Blackmon graduierte 1894 an der juristischen Fakultät der University of Alabama in Tuscaloosa. Seine Zulassung als Anwalt bekam er im selben Jahr und fing dann in Anniston (Alabama) an zu praktizieren. Dann war er dort zwischen 1898 und 1902 als Staatsanwalt tätig. Ferner saß er zwischen 1900 und 1910 im Senat von Alabama. In dieser Zeit hatte er von 1906 bis zu seinem Rücktritt 1910 den Vorsitz über den Kongressausschuss des vierten Distrikts von Alabama.
Blackmon wurde in den 62. US-Kongress gewählt und in die fünf nachfolgenden Kongresse wiedergewählt. Er war im US-Repräsentantenhaus vom 4. März 1911 bis zu seinem Tod 1921 tätig. Blackmon starb, noch bevor seine fünfte Amtszeit beendet war. Er wurde auf dem Hillside Cemetery in Anniston beigesetzt.